# Jevick MacFarlane
Jevick Winston MacFarlane (ur. 7 sierpnia 1996 w Vieux Fort) – piłkarz z Saint Lucia grający na pozycji napastnika w klubie Portmore United FC.

## Kariera reprezentacyjna
| Mecze i gole w reprezentacji | Mecze i gole w reprezentacji | Mecze i gole w reprezentacji | Mecze i gole w reprezentacji | Mecze i gole w reprezentacji | Mecze i gole w reprezentacji | Mecze i gole w reprezentacji | Mecze i gole w reprezentacji                 |
| Saint Lucia                  | Saint Lucia                  | Saint Lucia                  | Saint Lucia                  | Saint Lucia                  | Saint Lucia                  | Saint Lucia                  | Saint Lucia                                  |
| Lp.                          | Data                         | Miejsce                      | Gospodarz                    | Gość                         | Wynik                        | Gol                          | Rozgrywki                                    |
| ---------------------------- | ---------------------------- | ---------------------------- | ---------------------------- | ---------------------------- | ---------------------------- | ---------------------------- | -------------------------------------------- |
| 1.                           | 17.10.2018                   | North Sound                  | Antigua i Barbuda            | Saint Lucia                  | 0:3                          | Gol                          | Liga Narodów CONCACAF 2019/2020 – eliminacje |
| 2.                           | 18.11.2018                   | George Town                  | Kajmany                      | Saint Lucia                  | 0:0                          |                              | Liga Narodów CONCACAF 2019/2020 – eliminacje |
| 3.                           | 28.02.2019                   | North Sound                  | Saint Lucia                  | Aruba                        | 3:2                          | Gol · Gol                    | Liga Narodów CONCACAF 2019/2020 – eliminacje |
| 4.                           | 04.03.2019                   | San Salvador                 | Salwador                     | Saint Lucia                  | 3:0                          |                              | Liga Narodów CONCACAF 2019/2020              |
| 5.                           | 06.03.2019                   | Look Out                     | Montserrat                   | Saint Lucia                  | 1:1                          |                              | Liga Narodów CONCACAF 2019/2020              |
| 6.                           | 22.03.2019                   | Gros Islet                   | Saint Lucia                  | Montserrat                   | 2:0                          |                              | Liga Narodów CONCACAF 2019/2020              |
| 7.                           | 09.06.2022                   | Roseau                       | Dominika                     | Saint Lucia                  | 0:1                          | Gol                          | Liga Narodów CONCACAF 2022/2023              |
| 8.                           | 13.06.2022                   | Gros Islet                   | Saint Lucia                  | Anguilla                     | 2:0                          |                              | Liga Narodów CONCACAF 2022/2023              |
| 9.                           | 24.03.2023                   | The Valley                   | Anguilla                     | Saint Lucia                  | 1:2                          |                              | Liga Narodów CONCACAF 2022/2023              |
| 10.                          | 17.06.2023                   | Fort Lauderdale              | Martynika                    | Saint Lucia                  | 3:1                          |                              | Złoty Puchar CONCACAF 2023 – eliminacje      |
| 11.                          | 08.09.2023                   | Willemstad                   | Sint Maarten                 | Saint Lucia                  | 1:5                          |                              | Liga Narodów CONCACAF 2023/2024              |
| 12.                          | 11.09.2023                   | Gros Islet                   | Saint Lucia                  | Saint Kitts i Nevis          | 2:0                          |                              | Liga Narodów CONCACAF 2023/2024              |
| 13.                          | 13.10.2023                   | Gros Islet                   | Saint Lucia                  | Gwadelupa                    | 2:1                          | Gol                          | Liga Narodów CONCACAF 2023/2024              |
| 14.                          | 15.10.2023                   | Sainte-Anne                  | Gwadelupa                    | Saint Lucia                  | 2:0                          |                              | Liga Narodów CONCACAF 2023/2024              |